# It Beckons Us All.......
It Beckons Us All....... è il ventesimo album in studio del gruppo musicale black metal norvegese Darkthrone, pubblicato il 26 aprile 2024 dalla Peaceville Records.

## Tracce
1. Howling Primitive Colonies – 6:30
2. Eon 3 – 5:43
3. Black Dawn Affiliation – 6:11
4. And in That Moment I Knew the Answer – 3:17
5. The Bird People of Nordland – 7:27
6. The Heavy Hand – 4:18
7. The Lone Pines of the Lost Planet – 10:03

## Formazione
- Nocturno Culto - chitarra, basso, voce
- Gylve "Infidel Castro" Fenriz - batteria, voce, basso, chitarra

## Classifiche
| Classifica (2022) | Posizione massima |
| ----------------- | ----------------- |
| Svizzera          | 36                |
| Germania          | 17                |
| Austria           | 14                |
| Finlandia         | 47                |